# Jack Twyman
John Kennedy Twyman, detto Jack (Pittsburgh, 11 maggio 1934 – Cincinnati, 30 maggio 2012), è stato un cestista statunitense, professionista nella NBA.

## Carriera
Venne selezionato dai Rochester Royals al secondo giro del Draft NBA 1955 (8ª scelta assoluta).

## Statistiche
| * | Primo nella lega |

### NBA

#### Regular Season
| Anno      | Squadra           | PG  | PT | MP   | TC%   | 3P% | TL%  | RP  | AP  | PRP | SP | PP   |
| --------- | ----------------- | --- | -- | ---- | ----- | --- | ---- | --- | --- | --- | -- | ---- |
| 1955-1956 | Rochester Royals  | 72  | -  | 30,4 | 42,2  | -   | 68,5 | 6,5 | 2,4 | -   | -  | 14,4 |
| 1956-1957 | Rochester Royals  | 72* | -  | 32,5 | 43,9  | -   | 76,0 | 4,9 | 1,7 | -   | -  | 16,3 |
| 1957-1958 | Cincinnati Royals | 72* | -  | 30,3 | 45,2* | -   | 77,5 | 6,4 | 1,5 | -   | -  | 17,2 |
| 1958-1959 | Cincinnati Royals | 72* | -  | 37,7 | 42,0  | -   | 78,3 | 9,1 | 2,9 | -   | -  | 25,8 |
| 1959-1960 | Cincinnati Royals | 75  | -  | 40,3 | 42,2  | -   | 78,5 | 8,9 | 3,5 | -   | -  | 31,2 |
| 1960-1961 | Cincinnati Royals | 79* | -  | 37,0 | 48,8  | -   | 73,1 | 8,5 | 2,8 | -   | -  | 25,3 |
| 1961-1962 | Cincinnati Royals | 80* | -  | 37,4 | 47,9  | -   | 81,1 | 8,0 | 2,7 | -   | -  | 22,9 |
| 1962-1963 | Cincinnati Royals | 80* | -  | 32,8 | 48,0  | -   | 81,1 | 7,5 | 2,7 | -   | -  | 19,8 |
| 1963-1964 | Cincinnati Royals | 68  | -  | 29,4 | 45,0  | -   | 82,9 | 5,4 | 2,0 | -   | -  | 15,9 |
| 1964-1965 | Cincinnati Royals | 80* | -  | 28,0 | 44,3  | -   | 82,8 | 4,8 | 1,7 | -   | -  | 14,5 |
| 1965-1966 | Cincinnati Royals | 73  | -  | 12,9 | 45,0  | -   | 81,2 | 2,3 | 0,8 | -   | -  | 7,4  |
| Carriera  | Carriera          | 823 | -  | 31,8 | 45,0  | -   | 77,8 | 6,6 | 2,3 | -   | -  | 19,2 |

#### Playoffs
| Anno     | Squadra           | PG | PT | MP   | TC%  | 3P% | TL%  | RP   | AP  | PRP | SP | PP   |
| -------- | ----------------- | -- | -- | ---- | ---- | --- | ---- | ---- | --- | --- | -- | ---- |
| 1958     | Cincinnati Royals | 2  | -  | 37,0 | 33,3 | -   | 58,3 | 11,0 | 0,5 | -   | -  | 18,5 |
| 1962     | Cincinnati Royals | 4  | -  | 37,3 | 43,6 | -   | 100  | 7,3  | 3,0 | -   | -  | 19,0 |
| 1963     | Cincinnati Royals | 12 | -  | 34,2 | 44,9 | -   | 84,4 | 8,2  | 2,5 | -   | -  | 20,8 |
| 1964     | Cincinnati Royals | 10 | -  | 35,4 | 47,2 | -   | 79,6 | 8,7  | 1,6 | -   | -  | 20,5 |
| 1965     | Cincinnati Royals | 4  | -  | 24,3 | 39,6 | -   | 100* | 4,3  | 0,8 | -   | -  | 12,3 |
| 1966     | Cincinnati Royals | 2  | -  | 5,5  | 50,0 | -   | 50,0 | 1,0  | 0,0 | -   | -  | 2,5  |
| Carriera | Carriera          | 34 | -  | 32,2 | 44,1 | -   | 82,4 | 7,5  | 1,8 | -   | -  | 18,3 |

## Palmarès

### Individuale
- All-NBA Second Team: 2

1960, 1962
- NBA All-Star: 6

1957, 1958, 1959, 1960, 1962, 1963
- Migliore nella percentuale di tiro NBA: 1

1958